# Mihai Șutu
Mihai Șutu, auch Michael Soutsos, griechisch Μιχαήλ Σούτσος (* 1730; † 1803) war dreimal Fürst der Walachei sowie einmal Fürst der Moldau.
Mihais Familie stammte ursprünglich aus Epirus und ließ sich später in Konstantinopel nieder. Mütterlicherseits war er mit der bekannten Phanariotenfamilie der Mavrokordatos verwandt. In den Jahren 1782 und 1783 übte Sutu das Amt eines Dragoman (entspricht einem Übersetzer oder Dolmetscher) aus. Nach einem kurzen Exil auf der Insel Tenedos begnadigte ihn der türkische Sultan und setzte ihn als Fürsten in der Walachei ein. Als aber 1786 ein neuer Türkisch-Österreichischer Krieg bevorstand, ließ die Hohe Pforte ihn fallen; sein Nachfolger wurde Nicolae Mavrogheni.
Nach dem Frieden von Șiștov 1791 zogen sich sowohl die Osmanen als auch die Österreicher aus den Donaufürstentümern zurück, Șutu wurde ein weiteres Mal zum verlängerten Arm des Sultans in Bukarest. Unter anderem setzte er sich als Fürst auf Bitten der orthodoxen Kirche dafür ein, voreheliche Beziehungen und Geschlechtsverkehr junger Menschen zu unterbinden. 1793 nahm die Hohe Pforte einen „Fürstentausch“ vor; da von den Machthabern in Istanbul dieser Schachzug für opportun erachtet wurde, übernahm Șutu die Regentschaft im Fürstentum Moldau, während der bisherige Herrscher in Iași (Jassy), Alexandru Moruzi, neuer walachischer Fürst wurde. 1795 löste Alexandru Callimachi Șutu ab.
Die dritte Herrschaft in der Walachei umfasste die Jahre 1801 und 1802. Der mittlerweile über 70-Jährige wandelte sich endgültig zum geldgierigen Despoten, der schließlich mit seinen gesamten Reichtümern nach Siebenbürgen fliehen musste. Von dort trieb es ihn nach Österreich und schließlich nach Russland, dem er sich im Grunde seines Herzens verpflichtet fühlte. Die letzten Lebensmonate verbrachte er in Istanbul, wo er 1803 verarmt starb.